# Лонгвуд-Хаус
Лонгвуд-Хаус — особняк на острове Святой Елены, ставший последней резиденцией Наполеона Бонапарта во время его ссылки на остров Святой Елены с 10 декабря 1815 года до его смерти 5 мая 1821 года. Он расположен на продуваемой ветрами равнине примерно в 6 км от Джеймстауна.

## История
Лонгвуд-Хаус изначально был фермой, принадлежавшей Ост-Индской компании, и впоследствии был передан в качестве загородной резиденции лейтенант-губернатора. В 1815 году он был переоборудован для проживания там Наполеона. Британское правительство в конце концов признало, что он не подходит для бывшего императора и его окружения, и к моменту его смерти построило для него рядом новый дом, который он никогда не занимал. В феврале 1818 года губернатор сэр Хадсон Лоу предложил лорду Батерсту перевести Наполеона в Розмари-Холл, дом, который недавно освободился и находился в более гостеприимной части острова, был защищён от ветров и находился в тени, как предпочитал Наполеон. Но откровения генерала Гурго в Лондоне привели лорда Батерста к мнению, что безопаснее держать Наполеона в Лонгвуде, откуда было труднее совершить побег. Строительство нового дома началось только в октябре 1818 года, через три года после прибытия Наполеона на остров. Наполеон умер 5 мая 1821 года в гостиной. Вскрытие произошло на следующий день в бильярдной комнате, служившей ему в качестве приёмной и рабочего кабинета.
Завещание, написанное Наполеоном в Лонгвуд-Хаусе, хранится во французском Национальном архиве.

### После смерти Наполеона
После смерти Наполеона Лонгвуд-Хаус был возвращён Ост-Индской компании, а затем британской Короне, и использовался в сельскохозяйственных целях. Сообщения о его плачевном состоянии дошли до Наполеона III, который с 1854 года вёл переговоры с британским правительством о его передаче Франции. В 1858 году он был передан французскому правительству вместе с долиной Могилы (англ. Valley of the Tomb) за 7100 фунтов стерлингов. С тех пор они находились под контролем МИД Франции, и на острове постоянно проживал представитель правительства Франции, который отвечал за управление обоими объектами. В 1959 году французскому правительству был передан летний домик Брайрс, где Наполеон провёл первые два месяца, пока для него готовили Лонгвуд-Хаус. Его передала Мейбл Брукс, являющаяся внучатой племянницей Бетси Балкомб.
Поскольку дом был сильно повреждён термитами, в 1940-х годах французское правительство рассматривало вопрос о его сносе. В это время были снесены Новый Лонгвуд-Хаус и дом Балкомба в Брайрс, но старый Лонгвуд-Хаус был спасён, и был недавно восстановлен французскими кураторами. Каменные ступени перед входом — единственное, что осталось от изначального дома.
В 2006 году Мишель Данкуа-Мартино подарил долину водопада в форме сердца Национальному фонду Святой Елены. В 2008 году он передал во владение французской республике землю вокруг домика Брайрс.
В настоящее время Лонгвуд-Хаус является музеем французского правительства. Это один из двух музеев на острове; второй из них — Музей Святой Елены

## Галерея

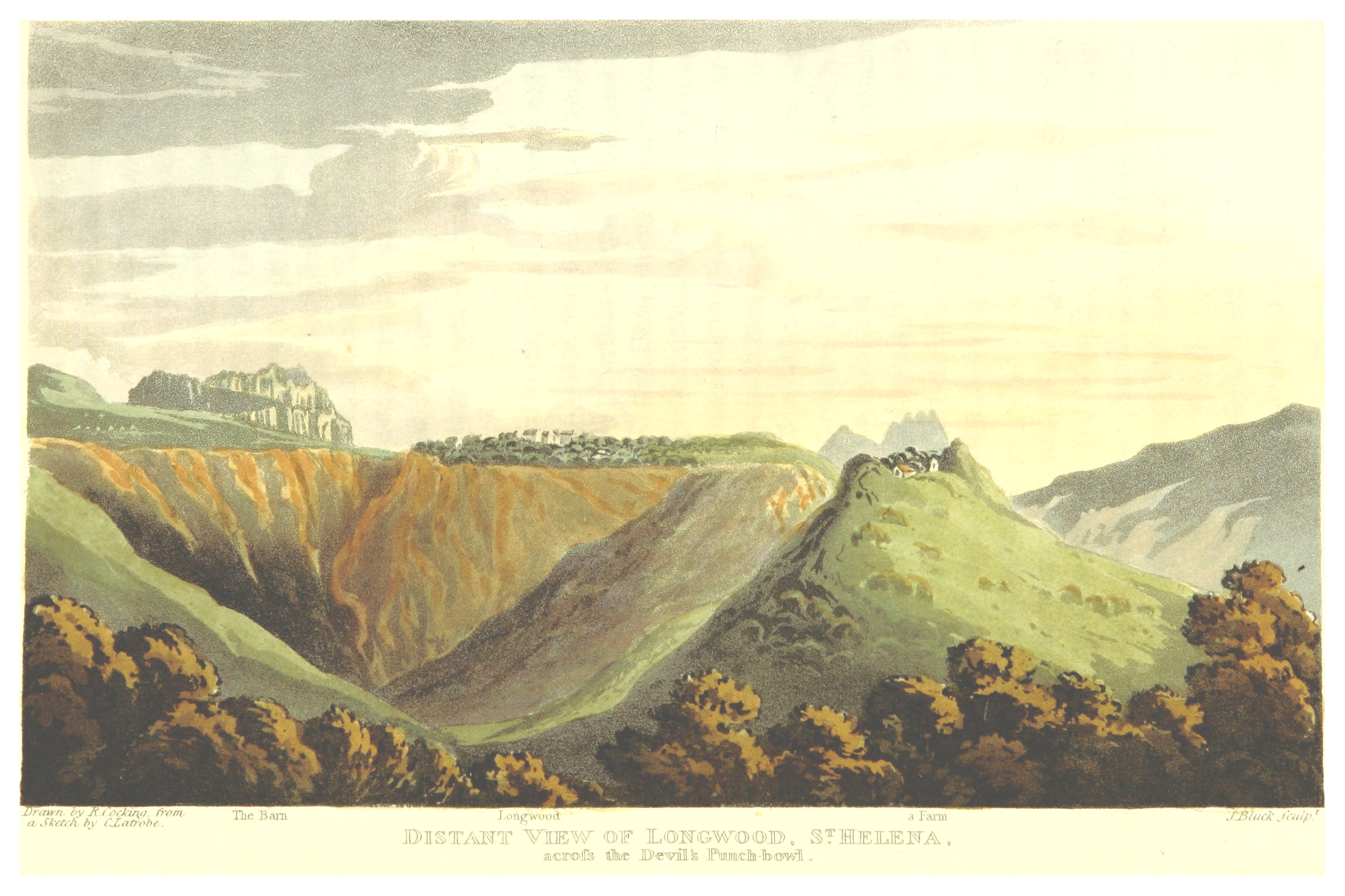
Пейзаж вокруг Лонгвуд-Хауса
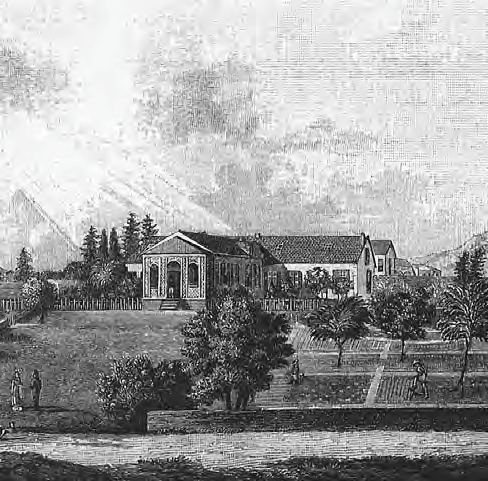
Лонгвуд-Хаус
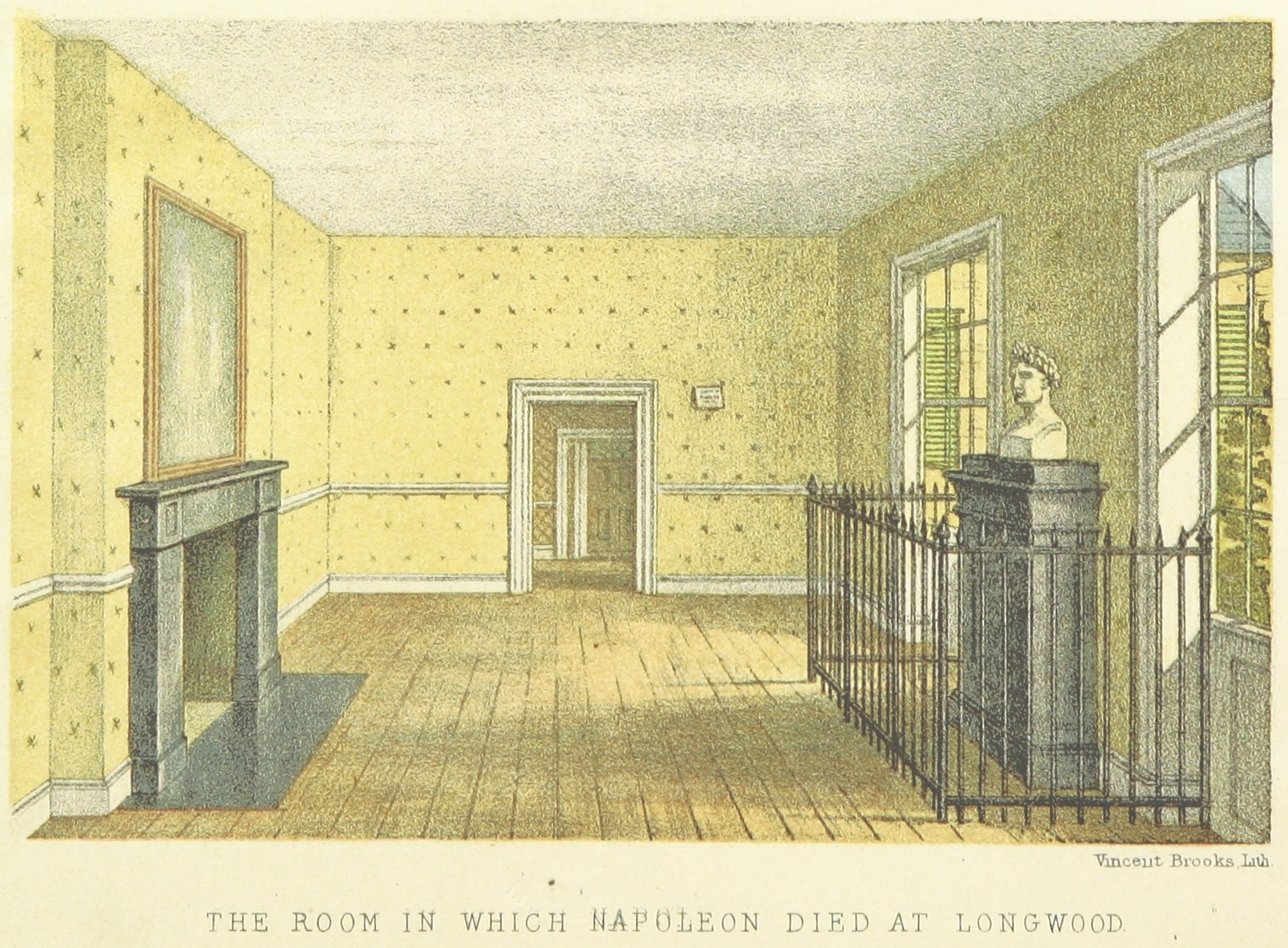
Комната, в которой умер Наполеон
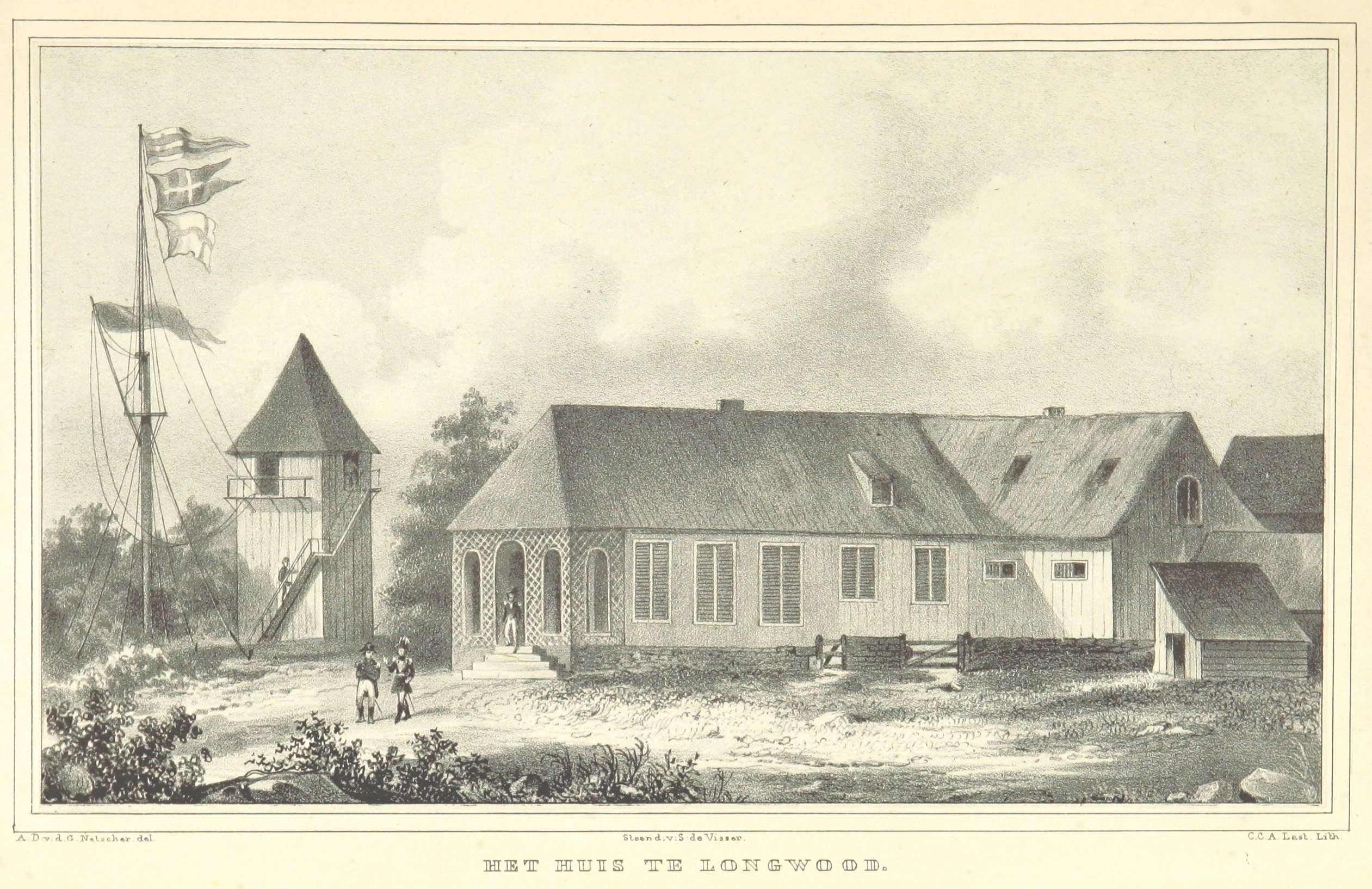
Лонгвуд-Хаус в 1837 году
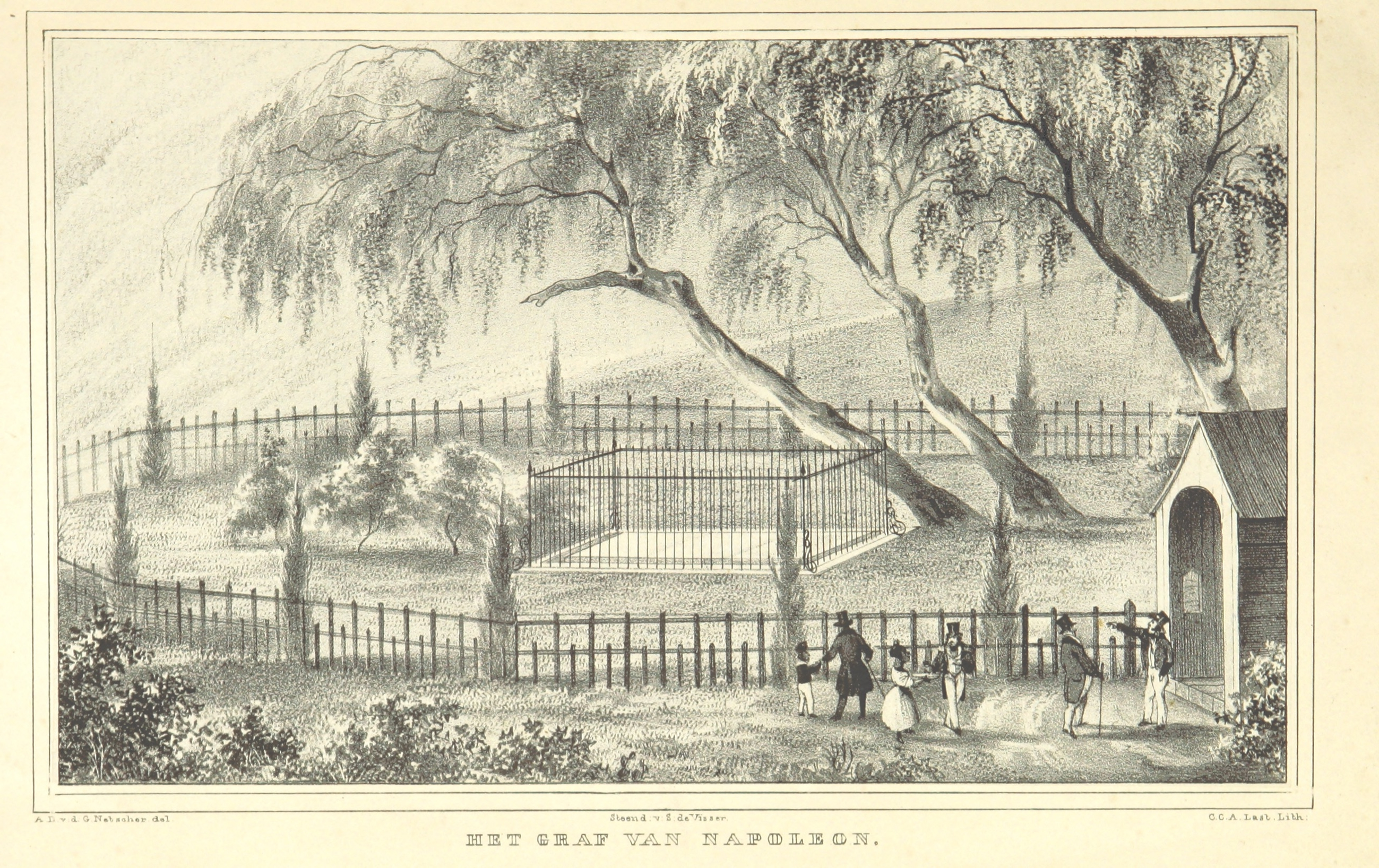
Могила Наполеона (1838)
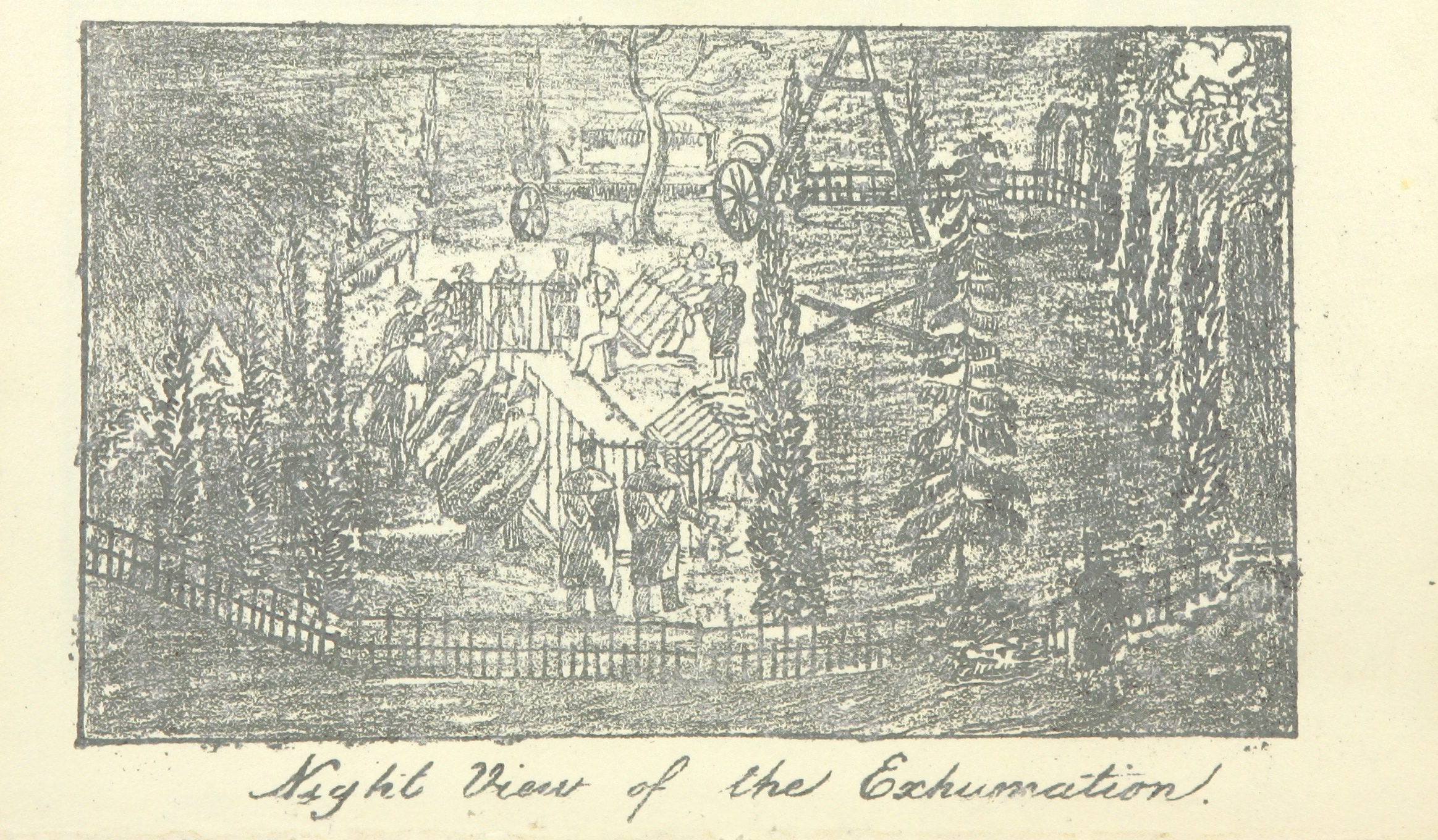
Ночная эксгумация останков Наполеона в октябре 1837 года
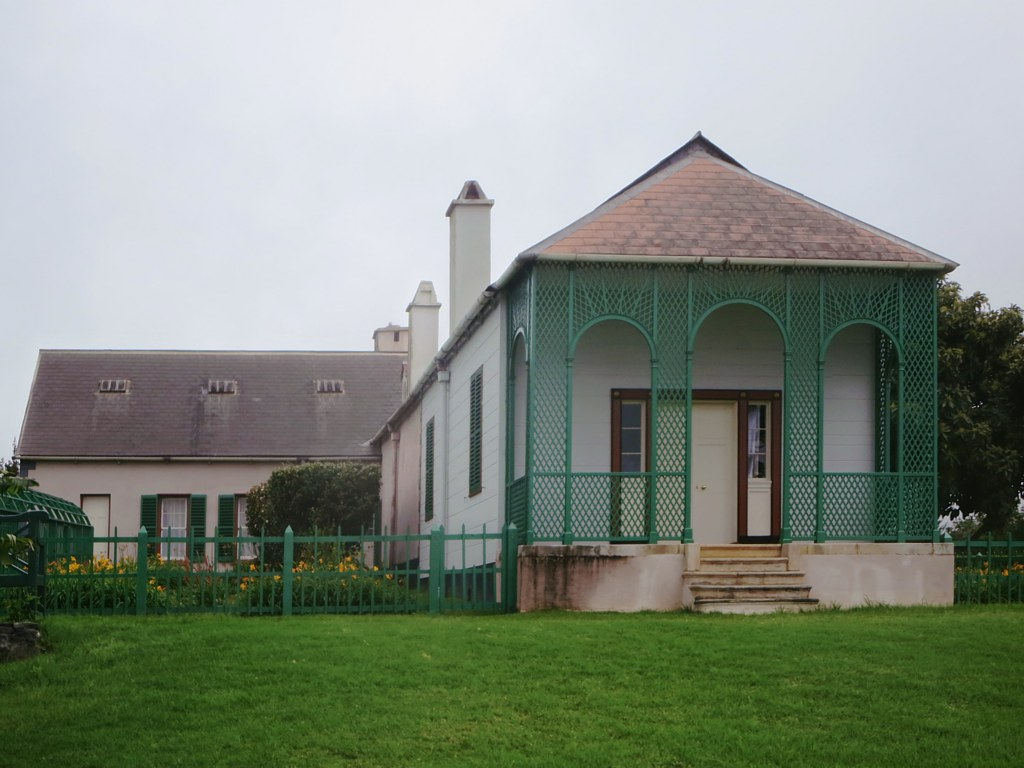
Лонгвуд-Хаус в сентябре 2014
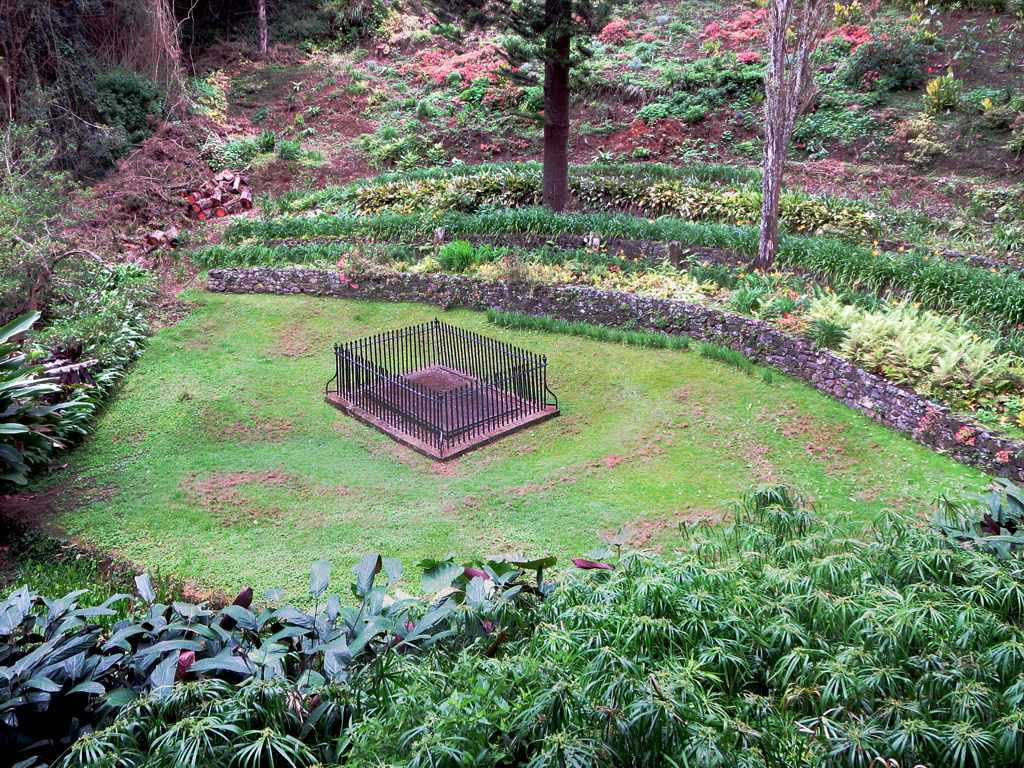
Могила Наполеона

## Для дальнейшего чтения
- Жан-Поль Кауффманн[англ.]. La Chambre noire de Longwood: le voyage à Sainte-Hélène. — La Table Ronde, 1997. — ISBN 2-7103-0772-3. Премия Роджера Нимье, премия Жозефа Кесселя.
  - Жан-Поль Кауффманн[англ.]. The Dark Room at Longwood. — 2000. — ISBN 1-8604-6774-1.